# Australia en los Juegos Paralímpicos de Tokio 1964
Australia estuvo representada en los Juegos Paralímpicos de Tokio 1964 por un total de 17 deportistas, 13 hombres y cuatro mujeres.

## Medallistas
El equipo paralímpico australiano obtuvo las siguientes medallas:
| Nombre                                | Deporte                    | Evento                                                             |
| ------------------------------------- | -------------------------- | ------------------------------------------------------------------ |
| Oro                                   |                            |                                                                    |
| Elaine Schreiber                      | Atletismo                  | Maza A femenino                                                    |
| Gary Hooper                           | Atletismo                  | Carrera de velocidad alta silla de ruedas T10 masculino            |
| Elizabeth Edmondson                   | Natación                   | 50 m braza cauda equina femenino                                   |
| Elizabeth Edmondson                   | Natación                   | 50 m libre prono completo clase 5 femenino                         |
| Elizabeth Edmondson                   | Natación                   | 50 m libre supino cauda equina femenino                            |
| Roy Fowler                            | Natación                   | 25 m braza completa clase 1 masculino                              |
| Roy Fowler                            | Natación                   | 25 m libre prono completo clase 1 masculino                        |
| Roy Fowler                            | Natación                   | 25 m libre supino completo clase 1 masculino                       |
| Michael Dow                           | Natación                   | 50 m braza incompleta clase 3 masculino                            |
| Michael Dow                           | Natación                   | 50 m libre supino incompleto clase 3 masculino                     |
| Frank Ponta                           | Natación                   | 25 m libre supino completo clase 2 masculino                       |
| Daphne Ceeney Marion O'Brien          | Tenis de mesa              | Dobles C femenino                                                  |
| Plata                                 |                            |                                                                    |
| Elaine Schreiber                      | Atletismo                  | Jabalina A femenino                                                |
| Marion O'Brien                        | Atletismo                  | Jabalina C femenino                                                |
| Equipo                                | Atletismo                  | Relevos carrera de velocidad alta en silla de ruedas T10 masculino |
| Frank Ponta                           | Esgrima en silla de ruedas | Florete individual novel masculino                                 |
| Michael Dow                           | Halterofilia               | Peso pluma masculino                                               |
| Gary Hooper                           | Halterofilia               | Peso ligero masculino                                              |
| Vic Renalson                          | Halterofilia               | Peso pesado masculino                                              |
| Daphne Ceeney                         | Natación                   | 50 m libre prono completo clase 5 femenino                         |
| Trevor French                         | Natación                   | 25 m libre supino completo clase 2 masculino                       |
| Roy Fowler                            | Tiro con arco              | Ronda St. Nicholas clase abierta masculino                         |
| Lionel Cousens Roy Fowler John Martin | Tiro con arco              | Ronda St. Nicholas por equipos clase abierta masculino             |
| Bronce                                |                            |                                                                    |
| Daphne Ceeney                         | Esgrima en silla de ruedas | Florete individual femenino                                        |
| Daphne Ceeney                         | Natación                   | 50 m libre supino cauda equina femenino                            |
| Michael Dow                           | Natación                   | 50 m libre prono incompleto clase 3 masculino                      |
| Elaine Schreiber                      | Tenis de mesa              | Individual B femenino                                              |
| Marion O'Brien                        | Tenis de mesa              | Individual C femenino                                              |
| Allan McLucas                         | Tenis de mesa              | Individual A2 masculino                                            |
| Daphne Ceeney                         | Tiro con arco              | Ronda Albion clase abierta femenino                                |